# Isaskar Gurirab
Isaskar Guriab (3 gennaio 1998) è un calciatore namibiano, attaccante dei Life Fighters e della nazionale namibiana.

## Carriera

### Club
Ha sempre giocato nel campionato namibiano.

### Nazionale
Nel 2019 viene convocato con la nazionale namibiana per la Coppa d'Africa.

## Statistiche

### Cronologia presenze e reti in Nazionale
| Cronologia completa delle presenze e delle reti in nazionale ― Namibia | Cronologia completa delle presenze e delle reti in nazionale ― Namibia | Cronologia completa delle presenze e delle reti in nazionale ― Namibia | Cronologia completa delle presenze e delle reti in nazionale ― Namibia | Cronologia completa delle presenze e delle reti in nazionale ― Namibia | Cronologia completa delle presenze e delle reti in nazionale ― Namibia | Cronologia completa delle presenze e delle reti in nazionale ― Namibia | Cronologia completa delle presenze e delle reti in nazionale ― Namibia |
| Data                                                                   | Città                                                                  | In casa                                                                | Risultato                                                              | Ospiti                                                                 | Competizione                                                           | Reti                                                                   | Note                                                                   |
| ---------------------------------------------------------------------- | ---------------------------------------------------------------------- | ---------------------------------------------------------------------- | ---------------------------------------------------------------------- | ---------------------------------------------------------------------- | ---------------------------------------------------------------------- | ---------------------------------------------------------------------- | ---------------------------------------------------------------------- |
| 28-05-2019                                                             | Durban                                                                 | Namibia                                                                | 1 – 2                                                                  | Malawi                                                                 | COSAFA Cup 2019 - 1º turno                                             | -                                                                      | 77’                                                                    |
| 30-05-2019                                                             | Durban                                                                 | Namibia                                                                | 3 – 0                                                                  | Seychelles                                                             | COSAFA Cup 2019 - 1º turno                                             | 2                                                                      |                                                                        |
| 28-06-2019                                                             | Il Cairo                                                               | Sudafrica                                                              | 1 – 0                                                                  | Namibia                                                                | Coppa d'Africa 2019 - 1º turno                                         | -                                                                      | 46’                                                                    |
| 01-07-2019                                                             | Il Cairo                                                               | Namibia                                                                | 1 – 4                                                                  | Costa d'Avorio                                                         | Coppa d'Africa 2019 - 1º turno                                         | -                                                                      | 73’                                                                    |
| 08-10-2020                                                             | Phokeng                                                                | Sudafrica                                                              | 1 – 1                                                                  | Namibia                                                                | Amichevole                                                             | -                                                                      | 63’                                                                    |
| 19-01-2021                                                             | Limbe                                                                  | Guinea                                                                 | 3 – 0                                                                  | Namibia                                                                | Campionato delle Nazioni Africane 2020 - 1º turno                      | -                                                                      | 78’                                                                    |
| 23-01-2021                                                             | Limbe                                                                  | Namibia                                                                | 0 – 1                                                                  | Tanzania                                                               | Campionato delle Nazioni Africane 2020 - 1º turno                      | -                                                                      | 60’                                                                    |
| 27-01-2021                                                             | Limbe                                                                  | Namibia                                                                | 0 – 0                                                                  | Zambia                                                                 | Campionato delle Nazioni Africane 2020 - 1º turno                      | -                                                                      | 68’                                                                    |
| 11-07-2021                                                             | Port Elizabeth                                                         | Namibia                                                                | 2 – 0                                                                  | Zimbabwe                                                               | COSAFA Cup 2021 - 1º turno                                             | -                                                                      | 46’                                                                    |
| Totale                                                                 |                                                                        | Presenze                                                               | 9                                                                      |                                                                        | Reti                                                                   | 2                                                                      |                                                                        |